# Americana (város)
Americana város Brazíliában, São Paulo államban. Lakosainak száma 237 240 fő (2022). Americana Paulínia, Cosmópolis, Limeira, Nova Odessa és Santa Bárbara d'Oeste községekkel határos.

## Népesség
A település népességének változása:
| Lakosok száma | 182 593 | 199 094 | 210 638 | 229 322 | 231 621 | 233 868 | 237 112 | 242 018 | 244 370 | 237 240 |
|               | 2000    | 2007    | 2010    | 2015    | 2016    | 2017    | 2018    | 2020    | 2021    | 2022    |